# Surprescription
La surprescription est l'acte par lequel un professionnel de la santé (médecin, radiologue, chirurgien-dentiste, ...) après un diagnostic, prescrit de façon excessive ou non nécessaire des actes de soins (surtraitement) ou des médicaments (surmédication) à un patient.
« Dans le monde, près de la moitié des médicaments ne sont pas utilisés à bon escient. »

## Les avertissements de l'OMS sur la surconsommation de médicaments dans le monde
Les experts de l'organisation mondiale de la santé (OMS) ont émis des avertissements sérieux au sujet de la surconsommation de médicaments, notamment dans les pays développés : "promouvoir l’usage rationnel des médicaments, c’est sauver des vies et faire des économies". 
Ils rappellent les graves conséquences  de la surconsommation actuelle : événement indésirable médicamenteux (EIM), prolongation des maladies et même, dans certains cas, le décès. 
Cette surconsommation est très variable d'un pays à l'autre : par personne, les Français consomment 6 fois plus de médicaments que les Pays-Bas. Car la consommation de médicaments dépend de très nombreux facteurs, qui jouent beaucoup sur leur prescription sur la pression qu'exercent les patients sur leur médecin (en leur demandant des médicaments) et sur l'automédication. 

## La surprescription, un des facteurs de la surconsommation de médicaments
La surprescription est un des facteurs, également très variable d'un pays à l'autre : aux Pays Bas, sur 100 qui sortent d'une consultation, 57 personnes n'ont pas de prescription de médicaments, alors que le taux est de seulement 10 pour 100 en France.
En France où la consommation de médicaments est supérieure de 40 % à celle des pays voisins, 5 000 médicaments sont disponibles en pharmacie sous plus de 15 000 formes différentes en 2014. Un groupe de 24 médecins internes et généralistes, réalisant depuis 2011 un travail de sélection, ont dressé pour le magazine Science et Vie une liste de 151 « médicaments essentiels » pour soigner 95 % des maladies chez l'adulte.

## Une étude montre les différences entre quatre pays d'Europe
En France, le Programme Antibiotiques de l’Assurance maladie a démontré qu’il était possible de faire évoluer les comportements des patients vers un meilleur usage, et de baisser la consommation de médicaments (-16 % depuis 2002).
Pour étendre cette démarche de sensibilisation aux médicaments en général et approfondir la compréhension de ce qui se joue plus globalement autour de l’ordonnance et du médicament, la CNAMTS a commandé une étude « Les Européens, les médicaments et le rapport à l’ordonnance » à Ipsos Santé, qui croise les regards de 4 000 patients et de 1 000 médecins dans 4 pays d’Europe : France, Allemagne, Espagne et Pays-Bas.
La synthèse de cette étude est disponible, dont les éléments suivants sont extraits :
- la population interrogée en France déclare avoir pris en moyenne, au cours des 7 derniers jours, près de 2 médicaments (1,9), contre 1,6 en Allemagne et 1,3 aux Pays-Bas.

- pour les médicaments prescrits, l’écart se creuse encore : de 1,6 en France à 0,9 aux Pays-Bas.

- les écarts sont également très importants en ce qui concerne les populations n’ayant jamais consulté au cours de l’année : 10 % en France, 12 % en Allemagne, 18 % en Espagne, 23 % aux Pays-Bas.

- de même, si 38 % des Français n’ont pris aucun médicament au cours de la semaine écoulée, la proportion correspondante s’élève en Allemagne et en Espagne, pour atteindre 52 % aux Pays-Bas.

- moins d’une consultation sur deux (43,2 %) se termine par une ordonnance aux Pays-Bas, alors que 90 % des consultations se terminent par une ordonnance de médicaments en France.

## La même étude montre la possibilité de faire évoluer les comportements
De même, la pression ressentie par les médecins, en faveur d’une prescription de médicaments est différente selon les pays :
- 46 % des médecins français déclarent faire l’objet de pression de la part de leurs patients, contre 36 % en Allemagne ou en Espagne, et seulement 20 % aux Pays-Bas.

- les médecins français admettent effectuer des prescriptions contre leur gré dans 10,2 % des cas, contre 7,7 % en Allemagne, 6,2 % en Espagne, et 5,6 % aux Pays-Bas.

Pourtant, même dans un pays comme la France, la population imagine sans peine des pratiques de consommation médicale différentes :
- 8 personnes sur 10 sont tout à fait ou plutôt d’accord avec l’idée selon laquelle "une consultation ne doit pas nécessairement se terminer par une ordonnance de médicaments".

- Faire évoluer son comportement, par exemple adopter quand c’est possible des règles hygiénico-diététiques se substituant à des prescriptions médicamenteuses rallie, au moins sur le principe, une large majorité de personnes : 83 % en France (75 % en Espagne, 87 % aux Pays Bas).

- Les médecins interrogés perçoivent une forme d’ambivalence des attitudes de leurs patients : d’un côté ils ressentent la pression de prescription, de l’autre ils sentent leurs patients sensibles à un discours médical éclairé, au bon usage thérapeutique ou aux évolutions comportementales (85 % des médecins jugent leurs patients réceptifs aux mesures hygénico-diététiques quand ils jugent utile de différer une prescription en proposant d’abord un changement de comportement).

- Les patients sont 8 sur 10 à déclarer avoir confiance dans un médecin sachant remplacer certains médicaments par des conseils utiles.

## Les médecins français surestiment la demande (la pression) des patients
En France, il existe un décalage entre les attentes réelles du patient et les attentes supposées par le médecin. Par exemple :
- 58 % des médecins français ressentent une attente de prescription pour les rhumes, alors qu’une prescription n’est estimée nécessaire que pour 24 % des patients.

- 92 % des médecins indiquent une attente de prescription dans la situation de troubles du sommeil, alors que les patients sont 27 % à juger la prescription nécessaire.

Parallèlement, les patients qui ne se sont pas vus prescrire de médicaments lors d’une de leurs dernières consultations se déclarent, dans tous les pays (Allemagne, Espagne, France, Pays Bas), très majoritairement satisfaits par la décision de leur médecin.
- En France cette satisfaction paraît plus élevée encore, avec 53 % tout à fait satisfaits, plus qu’en Espagne (38 %) ou aux Pays Bas (30 %), mais moins qu’en Allemagne (73 %).

Les médecins ressentent bien cette satisfaction, qu’ils attribuent notamment au fait que l’absence de prescription exprime aussi aux yeux des patients l’absence de maladie.
L’attachement en France à l’ordonnance est sans doute supérieur aux autres pays, mais cet attachement n’exprime cependant pas la nécessité absolue de l’ordonnance :
- 86 % des Français déclarent qu’ils auraient confiance dans un médecin qui ne leur prescrirait aucun médicament à la fin de la consultation.

- 8 Français sur 10 déclarent avoir confiance dans un médecin sachant remplacer certains médicaments par des conseils utiles.

- Ils sont enfin presque unanimes à déclarer que des attitudes de ce type valoriseraient l’image qu’ils ont de leur médecin.

## Contexte médico-légal
Le droit de prescription est généralement réglementé pour les professionnels de la santé en fonction des lois relatives à la santé ou à l'exercice de la médecine dans un pays. En France, le droit de prescription pour un médecin, un dentiste, un vétérinaire, une sage-femme ou un infirmier est régi par le Code de la santé publique. Le code de déontologie médicale, qui fait partie du Code de la santé publique, vise à éviter la surprescription :
« Dans les limites fixées par la loi et compte tenu des données acquises de la science, le médecin est libre de ses prescriptions qui seront celles qu'il estime les plus appropriées en la circonstance. Il doit, sans négliger son devoir d'assistance morale, limiter ses prescriptions et ses actes à ce qui est nécessaire à la qualité, à la sécurité et à l'efficacité des soins. Il doit tenir compte des avantages, des inconvénients et des conséquences des différentes investigations et thérapeutiques possibles. »
Les pharmaciens ont également pour mission de lutter contre la surprescription : en effet, un pharmacien doit contrôler les prescriptions de médicaments qu'on lui présente et en est co-responsable avec le prescripteur : il ne doit pas délivrer de prescriptions qu'il estime incohérentes. Il doit également contrôler et conseiller les délivrances de médicaments disponibles sans ordonnance. 